# Burg Roy
Burg Roy ist eine abgegangene von mährischen Adeligen gegründete Niederungsburg in den Jahren von ca. 1270 bis 1409 in der Nähe von Donnerskirchen im Burgenland in Österreich.
 Die Burg wurde im Lauf der Geschichte auch als Burg Roburg, Row, Raw, Rou, Rowo bezeichnet. Nach Ratz befand sich die Burgstelle westlich von Donnerskirchen am Nordrand der „Saugärten“ um die sogenannte „Ramsaulacke“.

## Geschichte
Die Geschichte der Burg Roy ist nur bruchstückhaft bekannt, und teilweise finden sich in den Quellen widersprüchliche Angaben, die bislang noch nicht aufgeklärt sind.
Die Herren von Gatal wanderten vor 1251 zur Zeit des ungarischen Königs Béla IV. aus Mähren nach Ungarn ein. Mitglieder dieser Familie besaßen neben Roy noch Oggau, Donnerskirchen und Szek (auch Pirichendorf genannt), eine Ortschaft die etwa nördlich vom heutigen Schützen am Gebirge lag. Die Herrschaft Roy umfasste acht Dörfer im Komitat Ödenburg. Das Herrschaftsgebiet lag zwischen dem Leithagebirge und dem Neusiedler See.
Erstmals wurde die Burg im Jahr 1270 erwähnt. Die Burg kam später in den Besitz der Herren von Güns (Adelsgeschlecht von Heder). 1271 schlossen Ottokar II. Přemysl und Stephan V. einen Friedensvertrag ab. Dieser Friedensvertrag beinhaltete auch die Verpflichtung Ottokar II. Přemysls, Burg Roy an den Ungarnkönig zurückzugeben. In einer Urkunde aus dem Jahr 1293 wird die Belagerung der Burg durch den österreichischen Herzog Albrecht I. erwähnt. Für sein tapferes Verhalten im Zuge dieser Belagerung erhielt ein gewisser Herbord eine Belohnung. Im Jahre 1375 hatte Richter Trochmann von Oslip Besitzungen von Roy zerstört, wofür er vor das Pressburger Domkapitel geladen wurde.
Im Jahre 1390 verfügte König Sigismund die Einverleibung der Burg Roy aus dem Besitz des Heslin, Michael, Stefan und Ladislaus von Roy wegen deren Untreue in den Besitz der ungarischen Adeligen Kanizsay. Dazu im Widerspruch stehen Schenkungsbriefe aus den Jahren 1401 und 1409 an die Kanizsay für die Burg, die bisher in österreichischem Besitz waren. 1409 wurde die Burg abgebrochen. Vermutlich war die Burg schon baufällig und nach Josef Stessel (Századok, 1897) durch den Neubau der Burg Neu-Scharfeneck in Mannersdorf auch überflüssig geworden.